# Briviesca
Briviesca è un comune spagnolo di 6 860 abitanti situato nella comunità autonoma di Castiglia e León, facente parte della "comarca" di Bureba.

## Storia
È l'odierna Virovesca citata dagli storici romani Plinio il vecchio e da Pomponio Mela come l'antica capitale degli Autrigoni.

## Monumenti e luoghi d'interesse
Possiede un santuario dedicato a Santa Casilda da Toledo, patrona del paese, la cui festa il 9 aprile richiama molti pellegrini.
La chiesa di San Martino, un tempo collegiata, sorge invece sulla piazza del paese.

## Località
Oltre al capoluogo il comune comprende le seguenti località:
- Cameno
- Quintanillabón
- Revillagodos
- Valdazo